# Sugar baby
Sugar dating (hẹn hò đường mật), còn được gọi là sugaring là một từ tiếng lóng trong tiếng Anh chỉ về việc hẹn hò trong đó một người sẽ nhận được tiền, quà tặng, hỗ trợ hoặc các lợi ích tài chính và vật chất khác từ người khác để đổi lấy một mối quan hệ xã hội hoặc tình ái ("company" hay "companionship").
Dù không bao gồm hoạt động tình dục hoặc sự thân mật, những sugar baby (bé cưng kẹo đường) được cho là sẽ cung phụng tình dục là những gái gọi ("callgirl" hay "escort") đang che giấu dịch vụ của họ đằng sau một tên khác Người nhận được những món quà thường là nữ được gọi là sugar baby hay bé cưng kẹo đường, trong khi đối tác trả tiền của họ được gọi là Sugar daddy hay Người cha kẹo đường (nếu là nam) và sugar mommy (nếu là nữ) Đối tác mở hầu bao thanh toán thường giàu có hơn, già hơn và đàn ông nam tính nhưng phụ nữ cũng có thể là đối tác thanh toán.